# بيلي قود
بيلي قود (بالإنجليزية: Bartholomew Good)‏ (20 يناير 1812 - 12 مارس 1848) هو لاعب كريكت بريطاني (وحمل سابقاً جنسية المملكة المتحدة لبريطانيا العظمى وأيرلندا).